# Annwn
Annwn o Annwfn o Annwvyn è l'oltretomba nella mitologia gallese, governato da Arawn, divinità celtica legata in origine alla caccia e al ciclo delle stagioni.

## Nel Mabinogion e nel ciclo arturiano
Il mito più antico sull'Annwn è descritto nel Mabinogi di Pwyll, uno dei quattro racconti mitologici del Mabinogion, in cui Arawn si scambia di posto per un anno e un giorno con Pwyll, un sovrano leggendario del Dyfed, in modo che quest'ultimo possa sconfiggere Hafgan, un re dell'Annwn rivale di Arawn, che può essere ucciso solo da un essere umano.
Nel folklore gallese Arawn guida la caccia selvaggia in cielo assieme alla moglie e quattro segugi a partire dall'autunno fino all'inizio della primavera. 
I cani da caccia di Arawn sono spiriti dell'Annwn, i Cwn Annwn, grossi segugi dal pelo bianco e le orecchie fulve.
L'Annwn è descritto come un luogo geografico, una terra di delizie ed eterna giovinezza dove le malattie sono assenti e il cibo sempre abbondante, ma in alcune redazioni più tarde del mito, questo oltretomba celtico acquisisce una connotazione negativa, assente nelle rappresentazioni più antiche, divenendo un luogo di prigionia per le anime malvagie.

Collocato a occidente, ma così lontano che neppure Manawydan è in grado di raggiungerlo, l'Annwn, tuttavia, può essere visitato anche dai viventi se in grado di trovarne la porta che sarebbe nascosta presso le foci del fiume Severn.
Il mito dell'Annwn fa la sua prima comparsa nel ciclo bretone tramite Preiddeu Annwfn (I tesori dell'Annwn), un poema simbolico contenuto nel Libro di Taliesin, che narra la cerca, da parte di Artù e dei suoi cavalieri, di un calderone magico custodito nell'oltretomba; una ricerca che anticipa la successiva e più famosa del Graal.
È citato anche in Culhwch e Olwen, un altro poema arturiano contenuto nel Mabinogion, ove il gigante Ysbaddaden, le cui molteplici richieste Culhwch dovrebbe soddisfare per sposarne la figlia, dice che Gwynn ap Nudd è stato posto da Dio a guardia dei demoni dell'Annwn che altrimenti distruggerebbero il mondo.

## Nella letteratura moderna e nel cinema
- Il romanzo Il principe dell'Annwn della scrittrice statunitense Evangeline Walton, pubblicato nel 1975 e vincitore del Premio Locus nello stesso anno, rilegge in chiave fantastica il testo del Mabinogi di Pwyll.
- In uno degli episodi finali dell'anime giapponese .hack//SIGN, i protagonisti, prima di attraversare il varco verso il luogo ignoto che stanno cercando, citano un passo di Annwn, un romanzo fittizio ispirato al simbolismo celtico-gallese.

(.hack//SIGN, episodio The Eve)
- Il regno di Annwn, chiamato però Annwyn, compare nel film The Dark  del 2005, per la regia di John Fawcett, con Sean Bean e Maria Bello.
- Il regno di "Annwn" compare nell'albo a fumetti "Dylan Dog" numero 111, intitolato "La profezia" [Sergio Bonelli editore].

### Fonti primarie
- Mabinogi di Pwyll di anonimo del XIV secolo (MS111, Peniarth MS4,Peniarth MS5).
- Culhwch e Olwen di anonimo del XIV secolo (MS111, Peniarth MS4,Peniarth MS5).
- Preiddeu Annwfn dal Libro di Taliesin (Peniarth MS2).

### Fonti secondarie
- Norma Lorre Goodrich, Il Santo Graal, Bompiani, Milano 2000 ISBN 88-452-9014-X
- Pierre-Yves Lambert, La Langue gauloise : description linguistique, commentaire d'inscriptions choisies, Parigi, Errance, 1994 (2ª ed. riveduta ed ampliata, 2003), p. 81.
- Patrick Sims-Williams, «Some Celtic otherworld terms», in: Celtic Language, Celtic Culture: a Festschrift for Eric P. Hamp, a cura di Ann T. E. Matonis e Daniel F. Mela, Van Nuys (Cal.), Ford & Bailie, 1990, pp. 57–84.
- Dizionario proto-celtico/inglese, Università del Galles (PDF), su wales.ac.uk (archiviato dall'url originale il 14 gennaio 2006).